# Сура (притока Південного Бугу)
Сура — річка  в Україні, у  Гайсинському й Теплицькому районах Вінницької області, ліва притока Південного Бугу  (басейн Чорного моря).

## Опис
Довжина річки 24 км., похил річки — 3,8 м/км. Формується з багатьох безіменних струмків, приток та водойм.  Площа басейну 155 км².
Притоки: Погребна, Деркачка (ліві).

## Розташування
Бере  початок на півдні від села Мелешків. Тече переважно на південний схід через Соболівку, Брідок, Метанівку і у Завадівці впадає у річку Південний Буг.
Річку перетинає автомобільна дорога Т 0224